# Autoalarm

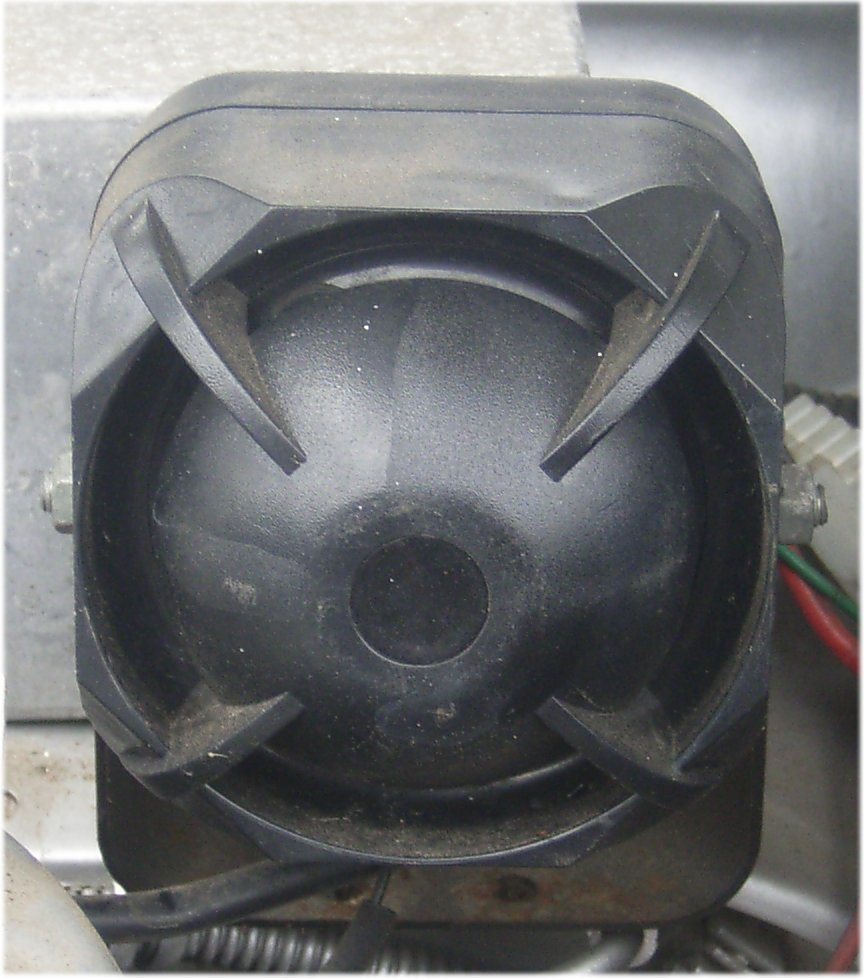
Syrena autoalarmu

Autoalarm (lub samochodowa instalacja alarmowa) – szereg elektronicznych zabezpieczeń przeciwkradzieżowych i przeciwwłamaniowych stosowanych w samochodach (osobowe, ciężarowe, terenowe itp.).
Podstawowe i najważniejsze funkcje autoalarmu to: nadzorowanie zamknięcia/otwarcia drzwi, pokrywy bagażnika i silnika, odcinanie dopływu prądu do aparatu zapłonowego lub pompy paliwa, zabezpieczenie kabiny pasażerskiej przez nadzór za pośrednictwem czujników ruchu wewnątrz samochodu oraz zabezpieczenie przed podnoszeniem i poruszaniem/odholowaniem pojazdu.

## Elementy (podstawowe i dodatkowe)
- pilot – otwiera i zamyka centralny zamek, uzbraja system autoalarmu, wywołuje funkcję panic (odstrasza potencjalnego złodzieja, gdy ten manipuluje przy samochodzie), włącza funkcję lokalizacji pojazdu na parkingu,
- centralka alarmowa (sterownicza) – element odpowiedzialny za prawidłowość funkcjonowania autoalarmu (odczytuje sygnały z czujników alarmowych i uruchamia urządzenia sygnalizujące),
- syrena alarmowa – emituje dźwięki sygnalizując włamanie do samochodu,
- czujnik spadku napięcia – wykrywa spadek napięcia w instalacji alarmowej (np. włączone podświetlenie kabiny lub ruch siłowników zamka centralnego),
- czujnik ruchu wewnątrz pojazdu – rozpoznaje ruch wewnątrz pojazdu (gdy aktywny jest autoalarm); stosuje się jednocześnie kilka czujników ruchu (ultradźwiękowe); sonda (nadajnik i odbiornik jednocześnie) odbiera sygnały od czujników ruchu (szyba przednia, boczna i tylna); zakłócenie w wytworzonym polu ultradźwiękowym (np. wybicie szyby lub wrzucenie przedmiotu) automatycznie włącza sygnały alarmowe,
- czujnik uderzeniowy – reaguje na uderzenie w stojący pojazd; funkcja prealarmu – emitowany jest sygnał dźwiękowy ostrzegawczy bez uruchamiania syreny alarmowej,
- czujnik  ruchu samochodu – zabezpiecza pojazd przed nieuprawnionym odholowaniem lub podniesieniem. Są to zazwyczaj czujniki pochylenia albo kątowe (uruchomienie autoalarmu powoduje zapisanie aktualnego położenia pojazdu). Niekontrolowana zmiana – traktowana jako odstępstwo od zadanego stanu – powoduje uruchomienie sygnalizacji alarmowej (sygnał dźwiękowy lub sygnały optyczne świateł mijania lub kierunkowskazów),
- immobiliser – elektroniczne zabezpieczenie przed uruchomieniem pojazdu (klucz kodowy lub transponder umieszczony w pilocie),
- układ przeciwporwaniowy – (z ang. anti-hijack system) – w przypadku uprowadzenia pojazdu przez nieuprawnioną osobę pojazd zostaje zatrzymany (np. kradzież metodą na stłuczkę lub kółko; nieświadomy niczego kierowca wychodzi na zewnątrz, zostawia kluczyki w stacyjce; w tym czasie napastnik wsiada naprędce za kierownicę i odjeżdża w siną dal; inny przypadek – kierowca zostaje siłą wyciągnięty z pojazdu); funkcja jest resetowana za pomocą ukrytego przycisku lub podanie kodu, który zna właściciel/kierowca pojazdu. Wraz z uruchomieniem silnika układ ten jest aktywowany. Każdorazowe otwarcie, a następnie zamknięcie drzwi (np. konieczność otwarcia bramy wjazdowej na posesję lub do garażu) wymaga naciśnięcia ukrytego przycisku lub podania kodu; jeżeli kierowca tego nie uczyni, włącza się sygnał ostrzegawczy; po przekroczeniu określonego czasu (np. 30 sekund) samochód zostaje unieruchomiony.